# Stadtbus Feldkirch

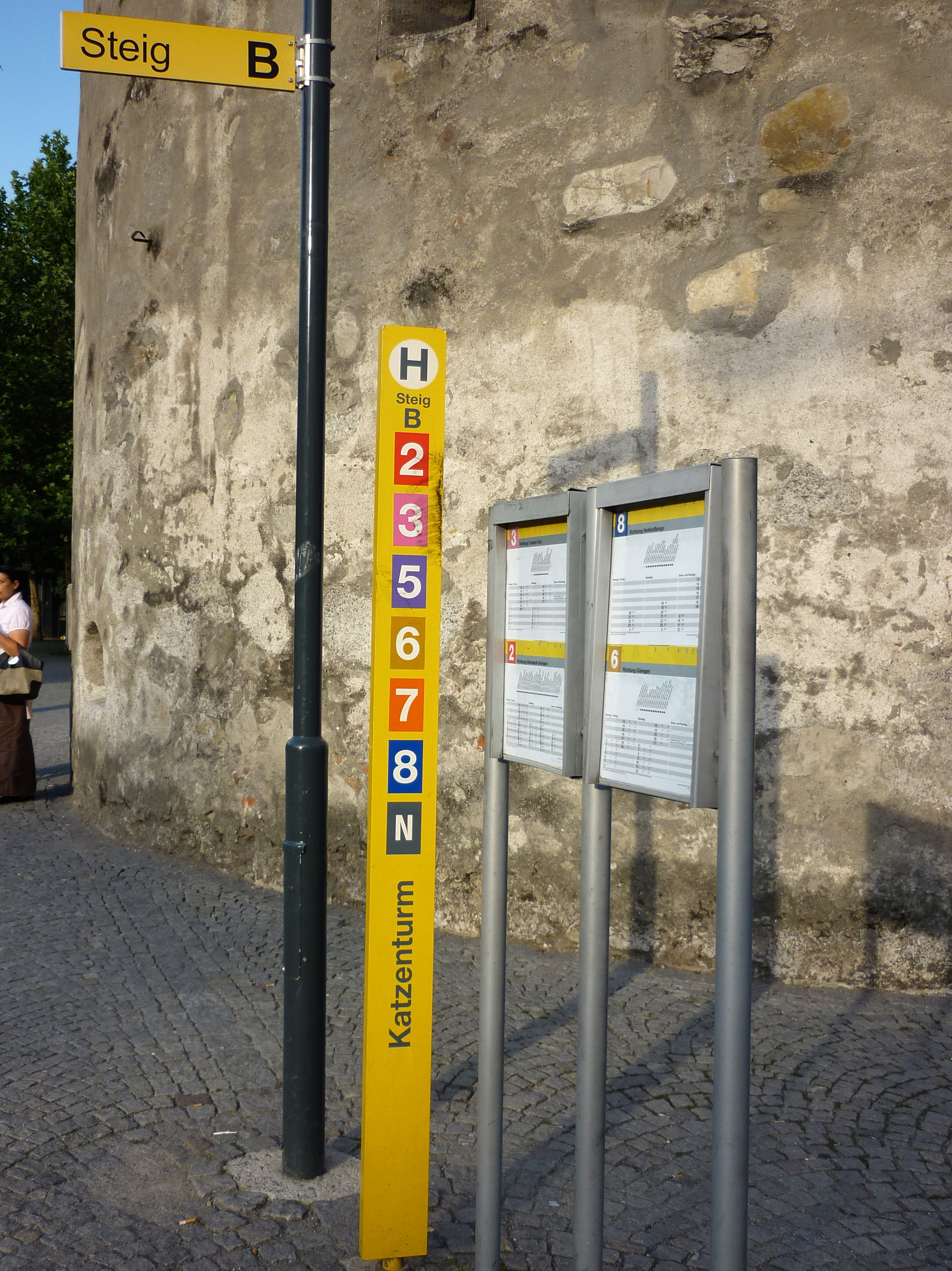
Haltestelle Katzenturm des Stadtbus Feldkirch (Juni 2012)

Der Stadtbus Feldkirch ist das Herzstück des öffentlichen Personennahverkehrs in Feldkirch. Zudem ist er Teil des Verkehrsverbund Vorarlberg. Die Busse und Linien werden im Auftrag der Stadt von der privaten Niggbus GmbH betrieben.

## Geschichte
Der Stadtbus Feldkirch nahm seinen Betrieb am 20. März 1993 auf. Seit 1. Juli 1995 ist der Stadtbus ein Teil der Stadtwerke Feldkirch.
Bedingt durch Baumaßnahmen zum Hochwasserschutz im Bereich der Kapfschlucht musste zum Fahrplanwechsel 2022 ein Großteil der Linien über den Ardetzenbergtunnel umgeleitet werden.

## Fuhrpark
Der Fuhrpark des Stadtbusses Feldkirch besteht aus 21 Niederflurbussen vom Typ Mercedes-Benz Citaro O530, wovon 11 Fahrzeuge einen Hybridantrieb besitzen. Zudem werden 4 Niederflurbusse vom Typ Mercedes-Benz Sprinter Travel 75 sowie 7 weitere Verstärkerbusse eingesetzt.

## Linienführung
Beim Start im März 1993 verfügte der Stadtbus Feldkirch über 5 Linien. Aktuell besteht der Stadtbus aus 8 Linien. Eine neunte Linie nahm planmäßig am 1. Dezember 2022 ihren Betrieb auf Zudem wurden mit dem Fahrplanwechsel die einstelligen Liniennummern durch dreistellige ersetzt.
| Linie (ab Dez. 2022) | Linie (bis Nov. 2022) | Verlauf                                                                                       | Takt Werktags | Takt Samstags | Takt an Sonn- und Feiertagen |
| -------------------- | --------------------- | --------------------------------------------------------------------------------------------- | ------------- | ------------- | ---------------------------- |
| 401                  | 1                     | Ringlinie: Bahnhof – LKH – Tosters – Nofels – Gisingen – Altenstadt – Bahnhof                 | 15 min        | 30 min        | 30 min                       |
| 402                  | 2                     | Ringlinie: Katzenturm – Bahnhof – Altenstadt – Gisingen – Nofels – Tosters – LKH – Katzenturm | 15 min/30 min | 30 min        | 30 min                       |
| 403                  | 3                     | Katzenturm – Tosters Hub – Schloßgraben                                                       | 30 min        | 30 min        | –                            |
| 404                  | 4                     | Bahnhof – Nofels – Bangs – Bahnhof Süd                                                        | 15 min        | 30 min        | –                            |
| 405                  | 5                     | Bahnhof – Gisingen – Bahnhof Süd                                                              | 30 min        | 30 min        | –                            |
| 406                  | 6                     | Katzenturm – Gisingen                                                                         | 30 min        | 30 min        | –                            |
| 407                  | 7                     | Bahnhof – Letze – Frastanz Maria Grün – Montforthaus                                          | 30 min        | 30 min        | 60 min                       |
| 408                  | –                     | Bahnhof – Frastanz Maria Grün – Letze – Bahnhof                                               | 30 min        | 30 min        | 60 min                       |
| 409                  | 9                     | Feldkirch – Antoniushaus – LKH – Untertisis – Fangsbühel                                      | 60 min        | 60 min        | 60 min                       |
| 414                  | 8                     | Bahnhof – Gisingen – Nofels – Bangs                                                           | 30 min        | 30 min        | 30 min                       |

(Stand: Oktober 2022)